# 巨影都市
『巨影都市』（きょえいとし）は、グランゼーラが開発、バンダイナムコエンターテインメントより2017年10月19日に発売されたPlayStation 4用ゲームソフトである。

## 概要
グランゼーラとバンダイナムコエンターテインメントの共同プロデュースによるサバイバルアドベンチャーゲームであり、シリコンスタジオのゲームエンジンのOROCHI 3とポストエフェクトミドルウェアのYEBIS 3を採用している。
開発のグランゼーラはアイレムゲーム部門スタッフが独立した会社であり、九条一馬を始めとした絶体絶命都市シリーズのスタッフが数多く参加している通り、同シリーズと共通した作風を持つ。しかし同シリーズが地震や洪水といった自然災害からのサバイバルを描いているのに対し、本作では「巨影」という未知の巨大生物や巨大兵器の襲撃からのサバイバルというSF色の強いものになっている。『絶体絶命都市』を「静」とするなら本作は「動」とされ、自然災害と違って目に見える脅威に襲われるのが特徴とされる。但し、九条の過去の作品同様に物語や世界を表現するために共通の手法を用いているため、ベース部分は似通っている。
巨影として登場するのは、既存の特撮やロボットアニメのキャラクターである。そのほか、主人公の服装や髪型のカスタマイズ、主人公とヒロインの関係性の変化など、絶体絶命都市シリーズだけでなく、九条がかつて手掛けた『ポンコツ浪漫大活劇バンピートロット』や『パチプロ風雲録』（パチパラシリーズ収録）に近い要素も盛り込まれている。
ゲームはステージクリア式で各ステージに登場する巨影の原作は決まっており、異なる原作の巨影がクロスオーバーする要素はない。どのステージも原作のストーリーを結末までは描いておらず、巨影同士の戦いの決着についてもあえて明確にはされないが、これは本作があくまで逃げることがテーマの作品であり、巨影の戦いの行方など一般人の主人公が知るはずがないためである。同様に、エヴァンゲリオンやパトレイバーのパイロットも一般人の主人公には知りようも無いため直接は登場しない。また、各ステージのクリア時のリザルト画面はニュースサイトを模した形式となっており、記事内容はプレイに応じて変化する。中にはなかなか出てこないレアな記事も存在するため、それを見つけるのもプレイ目的の1つである。
実在するチェーン店『ゴーゴーカレー』とのコラボレーションも行われ、作中には忠実に再現した架空の店舗が登場する他、条件を満たせば店員服をコスチュームとして購入可能となる。

### 発売までの経緯
2015年9月4日に発表され、当初は『巨影都市グランゼーラ』というロゴとファンタジー風の一枚絵が表示されたティザーサイトのみが公開された。しかし日を追う毎に絵の周囲に亀裂の入ったフレームが見えたり、絵にノイズが走るなど変化が生じていき、同月17日に実際のゲーム内容と共に『プロジェクト巨影都市』という仮称で発表。2016年2月に正式タイトルが発表された。
当初はPlayStation Vita版の発売も予定されていたが、2017年5月に開発・発売の取り止めが発表。PS4版のみの発売となった。2017年8月31日より、ゲーム実況者の牛沢が先行プレイを実施した。
予約特典として、『絶体絶命都市』の主人公・ヒロインである須藤真幸と相沢真理の衣装が付いた。また、2017年7月6日から10月18日までダウンロード版の期間限定特典として「巨影都市にトロ&クロが登場するスペシャルコラボイベント」がプレイ可能となり、開発に行き詰まったゲームソフト『絶対安全都市2』をマスターアップするためにトロとクロに協力することでスペシャルコラボ衣装が着用できる特典が付いた。

## システム
巨影からの逃走
本作は巨影が暴れて崩壊していく街での生存を目的とする。崩れる建物、巨影からの攻撃、襲い来る敵を回避し、時には巨影の足元を踏み潰されないように走り抜ける必要もある。
しかし主人公の命を狙うのは巨影の脅威ばかりではなく、人間の追跡者に襲われるシーンも多い。この場合は追ってくる敵の攻撃を回避しつつ、目的のポイントに到達する必要がある。これは彼らのような敵が存在しなければ「巨影から離れて避難すれば済んでしまう」ためとされる。
『絶体絶命都市』のようなジャンプ、ぶら下がり、乗り越え、よじ登り、叫ぶといった細かいアクションは無く、ダッシュとローリングによる回避行動が主要なアクションとなる。
HP
ヒットポイント。主人公の体力を示す。ダメージを受けると減少し、ゼロになると死亡してゲームオーバーとなる。食料などの回復アイテムを使用するか、セーブポイントを調べると回復する。高所から転落する、倒壊に巻き込まれる、巨影に踏み潰されるなどにより、HPに関係無く即死する場面もある。
なお、『絶体絶命都市』と違って同行者にもダメージ判定はあるがHPは無く、それで死亡することは無い。
ST
スタミナ。ダッシュ、緊急回避で減少し、時間と共に回復する。無くなると最大値まで回復するまでの間、ダッシュやローリングができなくなってしまう。緊急回避はSTが枯渇していても可能。食料アイテムの中には、一定時間ST減少を抑えるものもある。
回避行動
□ボタンを押すと回避行動を取る。立ち止まった状態だと伏せ、走りながらだとローリングを行う。伏せた状態から移動すると、四つん這いで移動できる。また、主人公に危機が迫ると音と共に□のアイコンが表示されることがあり、このタイミングで□ボタンを押すと緊急回避ができる。特定の敵に押し倒された時にもタイミングよく□ボタンを押さないと、さらにダメージを受けてしまう。また、特定の敵に喰いつかれた際や掴まれた際には、左スティックを激しく動かして（レバガチャ）すぐに振り解かなければ継続して大ダメージを受け、死亡してしまう。
衣装
主人公の服装は随所で入手可能で、いつでも着替えることができる。本作では衣装に応じてHPとスタミナに補正が付くようになっているが、ダメージを受け続けると衣装がボロボロに破損してしまう。破損した衣装は、買い取り業者から有料で修理してもらうことができる。ローリングをすると服が濡れてしまうが、ゲーム進行上のデメリットは無い。
服以外にも帽子、グローブ、眼鏡、マスク、アクセサリーなども装備可能（靴は服とセットなので個別には変えられない）。
本作では主人公の性別に応じて手に入る衣装が一部異なるが、入手した衣装は性別に関係無く装備でき、男装も女装も可能となっている。入手した衣装はクリア後へ引き継げず、後述の巨影メダルで購入できるもののみ間接的に引き継げる。
鏡を調べると髪型の変更もできる。髪型は巨影メダルとの交換で増えていく。
乗り物
ステージに応じ、自動車、オートバイ、フォークリフト、レイバー（エイブラハム）、馬などの乗り物を操作することがある。
KYOEI NEWS
主人公がアカウント登録している、配信型ニュース。各エピソードごとのリザルトを担当しており、作中でとった行動によって記事が増えたり変化したりする。また、ここで本編では語られない裏の出来事や設定が明かされることもある。ニュース以外にも広告も表示される。
一度見たニュースはセーブすることでシステムデータに保存され、すべてのセーブデータで共通して「コレクション」というメニューから閲覧できる。複数ある選択肢で、それぞれ別のNEWSになる場合もある。一覧には作中の映像を使ったサムネイルが表示されるが、最初に取得した際の衣装がすべて反映される。
巨影メダル
フィールドに散らばっているメダル状のアイテム。3種類あり、それぞれ獲得できるメダルの量が異なる。リザルト画面で各種衣装と交換できる。
衣装はストーリー進行で増えていくが、一度購入した衣装は2周目からは最初から購入可能（性別限定のものは別）。この方法で入手しないと獲得できないニュースが存在している。
当初は周回プレイでもメダルが引き継がれることは無かったが、アップデート後は前周のメダルは使用済みのものを含め、すべて引き継がれるようになった。
わらしべイベント（仮称）
竹辺幸からもらえる巨大エメラルドから始まる、資産を激増させることができるイベント。ただし、トロフィーにはあまり関係しない。
物々交換ではなく一旦現金を介してより高級な不動産を獲得していくため、一度売り払って現金化させる必要がある。
各不動産は入手時の選択肢によって後の資産価値が変化するようになっており、主に売り主の喜ぶ選択肢だった場合は高額で売り払って後のイベントにつなげることができる。また、選択肢ごとに獲得できるKYOEI NEWSが異なっている。

## ストーリー
どこにでもあるような風景と日常、そんな見慣れた光景が広がる現代の街「宮都県・宮都市」。
ある年の4月、時刻は午後6時を少し過ぎた頃、主人公はとある女性との待ち合わせ場所に急いでいた。だが、突如として謎の巨人が街に出現。巨人は街を破壊し始め、人々はパニックに陥って逃げ惑う。そこへ別の巨人が現れ、街を破壊する巨人と戦い始める。二体の巨人同士の戦いによって更に被害が広がる中、主人公は待ち合わせていた女性＝香野ユキと合流。二人は巨大な影＝「巨影」の脅威から逃れるべく走り出すが、主人公の意志とは無関係に混乱の中で起こる事件や様々な思惑が二人を巻き込み、翻弄していく。

## ステージ
Stage01 夜の街に現れた巨大な影
宮都市さくら区青木葉町。駅から出てきた主人公は紫の閃光を目撃する。不思議に思いながらも、香野ユキとの待ち合わせ場所に向かうべく彼（彼女）は歩き出す。すると突然、二体の巨人が現れて戦いを始めた。混乱の中、主人公は怪しい取引現場を目撃したことで、柴田亮二と武藤克宏に命を狙われる。巨人と怪しげな二人組の双方に狙われた主人公は地下のビルに逃げ込み、Webニュースライターの大塚秀靖と出会う。そして主人公は「紫の怪光」に目覚める。
Stage02 地下に蠢く影
ユキと合流し、なんとか地下鉄に逃げ込んだ主人公だったが列車は急停車し、人々は甲殻類様の生物に襲われる。辛くも逃げ延びた二人はあざみ一丁目駅でジャーナリストの柏木リサと出会い、行動を共にする。しかし駅構内は巨大な怪植物が入り込んでいた。
Stage03 橋を覆う巨大な影
機動隊員に促され、車に乗り込んだ主人公とユキは宛ても無いまま走り続け、スカイガーデンブリッジに差し掛かっていた。その時、背後から柴田と武藤の乗る車が追突し、上空では二体の飛行生物が戦いを始めていた。
Stage04 忍び込み奪う影
橋と共に沈んだ一条一矢と中川桜子の最後を伝えるべく、中川則夫の待つイベリスタワーに向かった二人。そこで大塚と再会するが、同時に柴田と武藤にも追われる。逃げ惑う二人に追い打ちを掛けるように、環境保護団体「NKX」のレイバーが襲撃し、ビルは炎に包まれる。
Stage05 抑えきれぬ衝動が生み出す影
ビルで出会った山村美穂を送り届けるべく、彼女の父が入院している病院を目指す。しかしその途中にあるなのはな通りで黒い生命体と人型兵器が戦いを始め、その足元を突破する羽目になる。
Stage06 夜の海、波音、そして影
山村親子と別れて病院を発った二人だが、気が付いたら海上のボートの上にいた。丁度通りかかった調査船「しばざくら」に救助され、しばしの休息を取る二人だったが、調査船のソナーは怪しい影を探知し…。
Stage07 入り乱れ激しく争う影
しばざくらは主人公とユキを除く全員と共に海へと沈んだ。何とか浅瀬尾埠頭に辿り着いた二人だったがまたしても柴田と武藤に追われる。追手を振り切っても、埠頭に潜んでいた黒いレイバーを相手にレイバー同士の戦いが始まり、二人は巻き込まれてしまう。
Stage08 禍々しい金色の影
埠頭で再会した柏木に導かれ、二人はオートバイでしろつめくさ通りに着く。彼女の頼みで近くのヒヤシンスソフトに向かうが、街では船を沈めた黒い巨大怪獣と黄金の怪物が戦いを始めていた。
Stage09 それぞれの正義、ぶつかり合う影
列車に乗りそびれたリサに代わり、ハードディスクを届けるべく宇宙線研究所を目指す二人。しかし高架上で巨人が戦いを始め、列車も巻き込まれてしまう。一方の巨人に助けられたものの、二人は他の乗客に巨人の仲間という疑いを掛けられ、石を投げつけられる。
Stage10前編 旺盛な食欲をもって飛来する影
すずらん通りからバスに乗って宇宙線研究所を目指そうとする二人の前にまたも柴田と武藤が現れる。しかし直後、空飛ぶ怪物の群れが街を襲い、人々を蹂躙する。
Stage10後編a 空高く舞い上がる影
怪物に連れ去られたユキを救うべく、自ら別の怪物に捕まった主人公。ミヤトスカイタワーへと連れ帰られ、何とかユキとも合流したものの、タワー内は怪物の巣と化していた。
Stage10後編b 内面に滑り込む影
主人公は怪物を回避し、ユキだけが連れ去られてしまった。主人公は自責の念に駆られて闇の中へと落ち、ユキを見捨てたと自分を責め立てる。
Stage11 気がつけばすぐそばに影
何とか国立宇宙線研究所へと辿り着いた二人。取材に来ていた大塚とも再会するが、研究所は人気が無く異様な雰囲気に包まれていた。代表として偵察に行く羽目になった主人公は研究所内で人間を捕獲する怪人と遭遇する。
Stage12 あらゆるものを斬る影
大塚、合流した柏木と共に研究所を脱出し、ひたすら走り続けてすみれ区まで辿り着く。大塚は主人公自身が怪異を呼び寄せている可能性を指摘しつつ、襲撃者からユキを守りたければ藤原という男を頼るように言う。藤原は以前、スカイガーデンブリッジで二人を助けてくれた人物であり、今は三津奈市に居るという。大塚と柏木と別れた二人は途中のラジオ局に立ち寄り、丁度行われていた公開ライブを見るも、ラジオ局は赤い生命体に切り裂かれる。
Stage13 ただひたすら迫りくる影
柴田と武藤に捕らえられた二人は、彼らの所属する「W&Pコンサルティング」の本社のあるフォーチュンセンタービルに拉致される。そこにまたも黒い巨大怪獣が現れ、二人は混乱に乗じて脱出するが、武藤が追い掛ける。外では自衛隊の秘密兵器3式機龍が投入され、巨大怪獣との戦いを始めていたが、やがて暴走してビルへの攻撃を始めてしまう。
Stage14 全てを踏みにじる圧倒的な影
W&Pコンサルティングの壊滅により三津奈市に行く必要も無くなった二人だったが、大塚に途中の花韮市にあるエビネ出版の編集長を助けて欲しいと頼まれる。丁度、花韮市に居た二人はそれを引き受けてエビネ出版へと向かう。しかし今度はこの花韮市でも巨人同士の戦いが始まってしまう。
Stage15 空より舞い降りる巨大な影
大塚の頼みは果たしたが、W&Pが健在である事を知らされ、やはり三津奈市を目指す。藤原のいる山吹ビルに向かう途中、柴田と武藤の乗る車が主人公を轢き殺すかのように突進してきた。そして上空には巨大生命体が現れ、対抗するべく巨大人型兵器が出動する。
Stage16 正面から向かってくる大きな影
柴田と武藤にユキを連れ去られてしまった主人公は憔悴しながらも、人気の無くなったあざみ一丁目に戻っていた。柏木に助けられ、ユキの待つさくら区を目指そうとする主人公は意外な人物と再会し、未だ街に蔓延る怪植物と怪物の群れを突破する。
Stage17 巨影ニ沈ム都市
昨夜、全てが始まったさくら区に戻って来た主人公はユキを取り戻すべく、柏木と共にあの取引現場を目撃したビルを目指す。その途中、まるでユキとは昨夜初めて会ったような感覚を覚える。さくら区では既に赤い巨人と怪獣が戦いを繰り広げており、その原因とされる主人公を利用することがW&Pの目的だった。大塚の助けによって窮地を脱した主人公らは藤原のヘリが待つ屋上を目指す。しかしそこで主人公はW&Pの黒幕の正体、そして自分とユキの哀しい真実を知るのだった。

## 登場人物
※公式サイトに登場人物の読み仮名は記載されていないため、読み仮名は出典があるもののみ記載する。

### 主人公
舞台となる街に住んでいる若者。プレイヤーの選択で立場が「会社員」「学生」「テンション高めの若者」「主体性の無い若者」のいずれかに変化し、髪型、初期の服装もそれに応じて変わる。名前の変更も可能。殆どの立ち振る舞いや言動はプレイヤーに委ねられるが、自発的に発言や行動を取る事もある。一般市民にもかかわらず、フォークリフト、馬、レイバーをも乗りこなすスキルの持ち主。ゴーゴーカレーの総重量2.5kgを誇るメジャーカレーワールドチャンピオンクラスを苦しみながらも短時間で（ユキの食べ残しも加えて）完食できるほどの大食漢でもある。柏木曰く、「綺麗な顔してる」。
プレイヤーの選択によるが、どちらの主人公も「紫色の閃光」を目にしたことから、奇妙な謎の力を身に着けることになる。更に突如として出現した「巨影」に狙われ、ヒロインの香野ユキと共に「巨影」の脅威から逃れるべく行動するが、行く先々で「巨影」と様々なトラブルに巻き込まれ、都市を右往左往する。「紫の怪光」と称される力により、緊急事態にはその手が光って奇跡的な回避力を発揮したり、炎に飛び込んでも無事だったりと、絶体絶命の状況を突破する不思議な力を発揮する。しかし「巨影」が彼（彼女）の居る場所にしか出現しない事から、様々な者達に「巨影」を呼び寄せる元凶ではないかと疑われるようになる。
実は冒頭の「紫色の閃光」を目にした瞬間から思念体に記憶を改竄されており、会った事も無い香野ユキを近しい人として認識するようになっていた。無論、待ち合わせなど元よりしておらず、思念体に選ばれたのもたまたま通りかかっただけの偶然である。作中で見せる特殊能力や驚異的な回避力も思念体に力を与えられた為であり、彼（彼女）自身はごく普通の一般人である。最後はユキ（思念体）に真実を告げられ、自分が必死に彼女を護ろうとしたのは自分の意志だったのか、そう仕向けられたからなのか問い掛けるが答えは返ってこなかった。直後、藤原の操縦するヘリの中で目を覚ます。大塚や藤原がユキの事を忘れている中、ただ一人だけ彼女の事を記憶していたが、唯一彼女の証明として残ったブレスレットも失ってしまう。その後は日常に戻ったのか、今回の事件におけるいくつかの逸話だけを残して足取りは不明とされた。
三崎 ケン（みさき ケン）
声 - 佐藤拓也
本作の男性主人公。発表当時のイメージイラストでは黒い短髪で、しましまのネクタイをつけた破れたビジネススーツを着ており、作中では「会社員」を選んだ場合に同じ髪型とビジネススーツ姿になる。香野ユキの事は「ユキさん」と呼ぶ。彼を主人公に選んだ場合のみ、ユキに膝枕をしてもらう選択肢が出現する。
松原 ミハル（まつばら ミハル）
声 - 明坂聡美
本作の女性主人公。発表当時のイメージイラストでは黒いロングヘアで、ボロボロのOLスーツを着て破れたストッキングを履いており、作中でも「会社員」を選んだ場合に同じ髪型とOLスーツ姿になる。香野ユキの事は「ユキ」と呼ぶ。女性ながら、作中ではユキと恋愛関係にあるような選択肢を選ぶ事も出来、そうでなくとも作中でユキと「カップル」呼ばわりされるシーンがある。また、大人を背負って巨影の戦闘の中を走り抜けられるほどの体力の持ち主でもある。ニュースでの表記は基本的にケンと共有の為、「女性」とされるユキに対してほぼ「若者」としか書かれない。

### ヒロイン
香野 ユキ
声 - 上田麗奈
本作のヒロイン。プレイヤーの選択で主人公との関係が「友人」「大切な人」「恋人」「よく知らない人」のいずれかに変化し、それに応じて初期の髪型や服装が変わる。少しのんびり者だが心優しく、困っている人は放っておけない性格。選択肢次第ではレイバーの操縦を披露する。時折、口調が敬語になる事がある。主人公と待ち合わせしていたが、「巨影」に追われる主人公と合流した事でそのまま「巨影」から逃れる為に行動を共にする。
条件を満たすと、一部の落ち着ける状況に限り、髪型や服装を変更する事が出来る。着せられるのはミハルの初期衣装と所持している女性用の衣装のみ。また、ミハルを主人公に選んでいた場合のみ、あるシーンで服を交換する事で彼女の衣装が入手可能。
その正体は思念体が山村ユキの残留思念をベースに作り上げた架空の存在。主人公とは元々友人でも恋人でもなく、待ち合わせ場所で合流した時が初対面である。思念体の干渉によって主人公は記憶を操作され、彼女を親しい人物と思わされていた。エンディングで正体を明かすまで完全に普通の人間として振る舞っていたが、中盤で主人公を海上の小舟に転移させたり、ギャオスに攫われた際に助けに行かなかった場合には何事も無かったかのように戻って来たりと、稀に超常的な力を発揮していた。最後は思念体が真実を明かすと、ユキ自身もまた主人公に別れを告げて光の中に消えて行った。思念体が地球を去った事で、ユキに関する記憶は主人公以外の人物からは消えており、唯一残ったユキのブレスレットも間もなく主人公の手の中で消滅した。
思念体
ユキの正体であり、地球が「巨影」に襲われることになった元凶。従って、「巨影」が主人公の行く先々に現れたのは主人公を追っていたからではなく、ユキを追っていた為である。長い間宇宙を彷徨う中で様々な知識を得ながら旅を続けていたが、ある星系に立ち寄った際に「影」と呼ばれる存在に襲われ、やがて地球へと追い詰められた。その後は「影」に追われて傷付いたことで地球で休息していたが、その間に自身を守る者が必要だった為に偶然通りかかった主人公に守るための僅かな力を与え、自身は死亡した山村ユキの思念を元にして彼女の生前の姿を借り、主人公の記憶に干渉すると共に改竄することで「主人公の護りたい人」＝「香野ユキ」として行動し、以降は主人公と共に巨影の脅威から逃亡する。
エンディングで自分の正体を明かした後、主人公を巻き込んだ上にユキの眠りを妨げてしまったことを謝罪し、同時に感謝の言葉を告げて再び宇宙へ旅立って行った。自身が力を取り戻すまでの仮初の器として香野ユキを生み出したが、その中に存在するユキ自身の意識が危険を顧みず主人公を庇うなど、いつしか予測を超えた行動に出るようになった事には驚きを禁じ得ず、「興味深い体験だった」と言い残している。しかし自身が地球に多大な被害を招いたことに関しては最後まで言及することはなかった。
山村 ユキ
主人公と香野ユキが待ち合わせしていた公園の近くで父の伸治と共に交通事故に巻き込まれ、命を落とした女性。香野ユキとは名前が同じだけでなく、容姿も瓜二つである。生前は加賀の経営するゴーゴーカレーの店員として働いており、加賀曰く大食いの早食いだったようで、ゴーゴーカレーでの賄いは、いつもメジャーカレーワールドチャンピオンクラスを食べていた。
実は香野ユキのオリジナルとなった人物であり、事故現場に残っていた山村ユキの残留思念によって思念体が香野ユキという架空の人間を作り出していた。しかし香野ユキの中でもその意識は存在しており、思念体が回復のために眠りについている間は一時的に意識が蘇り、合間に彼女（？）と代わって主人公を支える。ただし、思念体は自分が生み出したユキも生前の山村ユキも一貫して「香野ユキ」と呼んでおり、どの程度同じ存在であるかは不明である。また、思念体は観測船「しばざくら」が沈没した頃から「影」の察知を抑える為に深層に潜んでいた事が語られ、以降は表層化していたのは殆ど山村ユキ自身の意識であった事が示唆されている。

### メインキャラクター
大塚 秀靖（おおつか ひでやす）
声 - 竹内良太
巨影を探るWebニュースライター。金に執着しており、政府や企業の不正を暴きつつそれをネタに強請るなど狡猾な性格をしている。また特ダネの為なら危険を厭わず、誰でも利用しようとする。その関係か警察上層部にも顔が利く。シナリオ序盤で主人公と出会い、ザラブ星人に追われていた主人公に特ダネの匂いを嗅ぎつけて以降は関わりを持つようになる。以前は戦場記者として活動しており、現在の性格も戦場での悲惨な経験が影響していることを伺させる。主人公に対し、ユキの関係を「カップル」「彼女とデートか？」と表現するが、これは主人公がケンの場合のみならずミハルでも同じ。
作中でも横柄な態度や、助ける代わりに大金を要求すると言った行動を取るが、反面では随所で主人公達に協力したり、藤原に会って助けを求めるようにアドバイスするなどの優しい一面もある。終盤には余計な事だと言いつつも柴田の銃撃から主人公達を守り、藤原の操縦する脱出ヘリに誘導した。最後は主人公達と共に脱出し、ユキが記憶ごと消えて困惑する主人公に唐揚げを渡した。事件後は今回の自らの体験談を「巨影ニ沈ム都市」として刊行し、ベストセラーに輝く。
アップデート後はケンを主人公に選んで周回プレイした場合に限り、彼の服装を取得可能。
柏木 リサ（かしわぎ リサ）
声 - 甲斐田裕子
社会問題やサブカルチャーを取材するジャーナリスト。頭脳明晰で行動派且つ、周囲に気配りが出来る大人の女性。シナリオ序盤で主人公とユキに出会い、協力的に二人をサポートする。かつては大塚とコンビを組んでいた事もあるが、彼の勝手さに愛想を尽かしてコンビを解消し、以来は彼の事を軽蔑している。弟を亡くしており、生きていれば主人公と同じ位の年齢であることから主人公を見ていると彼の事を思い出すと言う（大塚と違って、主人公がミハルの場合は「あなた女の子なのに」と付け加える）。
しかし実は主人公の殺害を柴田達に指示した張本人である。柏木リサという名前は学生時代からジャーナリストとして活動していた際に使っているペンネームで、正体は「W&Pコンサルティング」の代表取締役（社長）の「神尾麗子」である。高校時代に家族と海外で暮らしていたが紛争のデマに惑わされた人々に弟を殺され、以降は紛争や戦争が無意味なものだと世界に知らしめることだけを考えるようになり、そのためなら犯罪行為や殺人すら厭わない冷酷さを宿している。また、W&Pの社長としては専務の柴田にすら「私にも本当の事は言わない」と評されるほどの狡猾さを持つ。防衛省との取引現場を目撃された為に主人公の殺害を命じていたが、行く先々で次々と巨影を呼び寄せる主人公の能力に目を付け、主人公を兵器として利用することに目的を変更する。終盤ではヘリコプターで脱出しようとする局面で主人公の脚を撃ち抜き、正体と目的を明かす。柴田や武藤、W&Pの社員達と共に主人公達を追い詰めるが、ウルトラセブンとパンドンの戦いでビルが崩壊し、そこから落下しそうになったところを主人公に救われ、全てを打ち明けた後は観念してヘリに乗り込む。事件収束後は逮捕された。アップデート後はミハルを主人公に選んで周回プレイした場合に限り、彼女の服装を取得可能。
柴田 亮二（しばた りょうじ）
声 - 河合みのる
眼鏡をかけたスーツの男だが、正体は「W&Pコンサルティング」の専務取締役である。常に冷酷且つ冷徹な性格で、過去には暗殺に手を染めている。銃を使う他、古武術（免許皆伝）を会得しており、近付いた主人公を手刀の一撃だけで失神に追いやる程の実力を持っている。偶然にもW&Pと癒着のある防衛関係の官僚との取引現場を主人公に目撃されてしまい、以降は主人公の命を付け狙う。終盤では、ビルの屋上から脱出しようとする主人公を神尾達と共に追い詰めるが、ウルトラセブンとパンドンの戦闘でビルが崩壊し、そのまま落下して死亡した。
武藤 克宏（むとう かつひろ）
声 - 奈良徹
モヒカン頭と険しい目付きが特徴である柴田の部下だが、正体は柴田と同じく「W&Pコンサルティング」の社員である。取引現場を目撃した主人公を始末しようと、どんな状況でもお構いなしに執拗に追跡する。粗暴な性格で、喧嘩っ早く、シナリオ中盤ではギャオスに襲われながらも何事もなく戻ってくるなどの非常にタフな面が見られるが、一方では主人公を追いかけながら取引相手やその内容を口走っては柴田に怒られたり、主人公の冗談を本気で真に受けてしまうなどのどこか抜けている一面もある。元ボクサーという経歴を持ち、必要以上に相手を再起不能に追いやったことで表世界を追放されたという過去がある。
銃を使う他、一撃で主人公のHPの半分近くを削るパンチや蹴りを繰り出す。多くのステージ出現し、巨影以上に主人公の脅威となる。
終盤では、ビルの屋上から脱出しようとする主人公を神尾達と共に追い詰めるが、ウルトラセブンとパンドンの戦闘でビルが崩壊し、そのまま落下して死亡した。
藤原 徹
声 - 志賀麻登佳
柴田と武藤から恐れられている謎の男だが、正体は警視庁捜査第二課に所属する警部である。以前から暴力も辞さない強引な捜査や自身の裁量で容疑者を見逃す等、その行動が問題視されていた。序盤では柴田達から追われる主人公とユキを庇い、終盤では独断でヘリを持ち出して主人公達を救助したが、最終的には今までの問題も含めて処分の決定がなされた為に懲戒免職となる。しかし自身は報道陣に対して不敵に笑うのみであった。

### サブキャラクター
青木 雅司
声 - 間宮康弘
さくら区の梅ケ谷交差点で住民の救助を行っていた機動隊員の男性。ソルジャーレギオンの襲撃に際し、主人公とユキを車に乗せ、自身は身を挺して彼等を逃がした。そのままソルジャーレギオンの群れに襲われ、死亡したかに思われたが、実は仲間の機動隊員に助けられており終盤で主人公と再会する。レギオン草体の爆発から逃れる為の乗り物を渡し、他の機動隊員と共に離脱した。
一条 一矢
声 - 名村幸太朗
ゲーム会社でソフトウェア開発を担っている若者。桜子と付き合っているが、収入の不安定から彼女の父である則夫に結婚を反対されている。再度、婚約を認めてもらう為に向かう途中のイベリスタワーブリッジでモスラとバトラの戦闘に道を塞がれ、そこで出会った主人公に則夫に見せる予定だったゲームソフト『絶対安全都市』を託す。その後、主人公とユキの脱出を見送るが、続くバトラの猛攻によって残っていた人々と共に橋ごと海へと沈んでしまう。
中川 桜子
声 - 渡谷美帆
一条一矢の彼女。彼氏との結婚を父に許してもらう為に2人で向かう途中でイベリスタワーブリッジでモスラとバトラの戦闘に巻き込まれてしまい、その場で出会った主人公に代わりに父に会ってもらえる様に依頼した。その後は主人公とユキの脱出を見送るが、続くバトラの猛攻によって橋ごと水没してしまった。
中川 則夫
声 - 近藤浩徳
中川桜子の父。妻の美佐子を亡くして以来、娘の桜子に惜しみない愛情を注いでおり、一条の収入難から結婚には否定的な態度を見せていた。しかし彼の人柄を知るために一条が開発したゲームを内緒でプレイしており、ソフト自体の評価は辛辣ながらも彼の仕事に対する一途さを感じて2人の関係を認める決心をしたが、後に一矢と桜子の頼みを受けて来た主人公とユキから事の顛末を聞き、深く項垂れる。
「桜子」「則夫」「美佐子」の名前はかつて同開発陣が携わった『パチパラ13 〜スーパー海とパチプロ風雲録〜』収録の『パチプロ風雲録5 〜青春編〜』に登場した小川親子と同じである。但し、同作では逆に則夫が死亡し、桜子と美佐子は最後まで健在であった。
山村 美穂
声 - 許綾香
山村ユキの妹で、イベリスタワービルで出会う幼い少女。迷子になっていた際に出会った香野ユキを実姉である山村ユキと勘違いした。普段から思い込みが激しく、父に何度説明されても姉の死を信じず、毎晩遅くまで姉を探し回っていたと言う。イベリスタワービルに来たのも、高い所から街を見下ろせば姉を見つけられるという考えからである。ユキの要領を得ない態度も「いつものようにとぼけている」と決めつけており、事情を察したユキが姉を演じたことで別人と気付かないまま、主人公達によって父である伸治の入院している病院まで無事に送り届けてもらう。主人公達が去るまで真実に気付く事はなかった。彼女を背負っている最中にコンビニのバックヤードを物色すると、主人公に注意してくる。その際のイベントによると、ケンは「お兄ちゃん」、ミハルは「お姉さん」と呼んでいた模様。
山村 伸治
声 - 相馬康一
山村ユキと美穂の父親。異変が起きる数日前に美穂の誕生日プレゼントを娘のユキと買いに行く途中で交通事故に巻き込まれ、重傷を負いながらも一命を取り留めて入院するが、娘のユキを失った為に姉の死を信じず帰りを待ち続ける美穂の姿に心を痛める。主人公とユキに美穂を送り届けられ、彼等に娘のユキについて話した。彼の元を去った後、主人公とユキは突然海上の小舟で目を覚ますが、これは山村ユキの家族を巻き込まないように思念体が転移させていた為である。
加賀 五郎
声 - 橘潤二
ゴーゴーカレーの店主で、生前の山村ユキの雇い主。逃げ惑う市民を店内に避難させるが、その際にユキと山村ユキを見間違えながらもすぐに別人だと気付く。その後、ユキが美穂の為に姉のフリをしていることに感心した。外ではエヴァンゲリオン初号機と第4の使徒が死闘を繰り広げている中、主人公達にカレーを振る舞った。店の片づけをしてから逃げると言って主人公達に脱出を促したが、ニュースによると戦いが終わった後も店と共に無事だった模様。主人公がケンだった場合はユキの彼氏と呼び、ミハルの場合は美人と呼んでおだてる。

深沢 ひとみ
声 - 慶長佑香
大学教授。海外で海洋生物の研究を行っており、海外で20代の若さで今の地位を築いた。海洋生物の調査のため、観測船「しばざくら」に乗っている。30歳の時に帰国したが、周囲が年配ばかりで若輩者として見られがちだった為、見返すべく研究に躍起になっていた。海外で一度結婚したが、自分は研究一筋、相手はビジネス一筋ですれ違いが多くなったことで離婚している。予定の調査を終えて帰還する途中にソナーが謎の巨大な影を探知したために急遽影の調査を行っており、それでも船長が接近を許可せず思うように調査ができない事にやきもきするが、最終的にはゴジラの襲撃によって「しばざくら」の沈没に巻き込まれて死亡する。
片桐 光雄
声 - 郷田ほづみ
観測船「しばざくら」の船長。半年前に定年を迎えているが、人手不足により半年という期限付きで船長を続けている。妻がおり、定年退職後は2人で旅行に出かける予定である。船の安全を第一に考え、帰還途中に発見した影への接近を躊躇したが、突如として現れたゴジラに「しばざくら」を襲撃されて、船と運命を共にする。
小田 哲哉
声 - 堂坂晃三
観測船「しばざくら」の副船長。普段は落ち着いた人物だが色恋沙汰には初心で、好意を寄せている深沢博士の事になると途端に狼狽えてしまう。仲介役となった主人公から自身の想いを綴った深沢博士の手紙を渡され、彼女からも返事の手紙をもらうものの、最後はゴジラの襲撃により死亡。船の沈没後は、彼と深沢の写った写真だけが水面に浮いていた。
沢田 美月
声 - 松井暁波
「国立宇宙線研究所」の主任研究員。研究員になる前はゲームのシナリオライターという変わった経歴を持っており、学生時代からいくつかの男女のプラトニックな恋愛を描いたノベルゲームに関わっていた。また、BLモノのコミックをロッカーに隠しているなどの腐女子的な一面を覗かせており、本人は周りに知られたら研究所に居られなくなるという理由で周囲に隠している。この本を見つけてから話しかけると口止め料を要求する事ができる。ダダによる研究所襲撃の際には研究員の一人と共に貯蓄室に閉じこもっていた事で難を逃れた。
佐々木 晴臣
声 - 杉崎亮
「国立宇宙線研究所」の副所長。今回の異変が、数日前から確認されている紫色の閃光と関係があるのではと考えており、研究を続けている。しかしその為のプログラムを主人公達から受け取った矢先、ダダによってミクロ化器で標本化されてしまった。
浅野 耕介
声 - 河田吉正
IT企業「ヒヤシンスソフト」の社員。経営陣の逃亡によりやむなく社長になっている。また、負傷しながらも何人かの社員と仕事を続けている。外ではゴジラとキングギドラが戦いを繰り広げる中、「国立宇宙線研究所」の副所長に届けるプログラムを製作しており、柏木に配達を依頼する。
新川 直紀
声 - 室元気
宮都市すずらん通りで大怪我を負っていた男性。恋人の久美を助けに行こうと、主人公達の静止も聞かず外に飛び出した結果、ギャオスに連れ去られた。その後、ミヤトスカイタワーにて瀕死ながらも生存しており、主人公達が連れてきた久美にプロポーズし、主人公達が立会人を務める中でささやかな結婚式を挙げた。その後は久美共々安否は不明だが、ニュースによると彼が久美に渡した結婚指輪だけが発見されたらしい。
熊井 久美
声 - 京あやな
直紀の恋人。彼がギャオスに連れ去られた事を主人公達に聞いた途端、ビルの外に飛び出し、直後に落ちてきた看板の向こうに消えた。その後はギャオスに攫われており、ミヤトスカイタワーで負傷した状態で主人公達と再会する。その後、主人公達に直紀の元へ連れて行ってもらい、彼と結婚式を挙げた（話し掛けるのが遅れると怪我が悪化して連れて行けない）。
鈴村 彩
声 - 清都ありさ
ラジオ番組「鈴村彩のミッドナイトスカイガーデン」のパーソナリティを務める人気のシンガーソングライター。「巨影」による異常事態の中、リスナーを元気付ける為にファン限定の公開ライブを行う。しかしその最中、エヴァンゲリオン初号機と第5の使徒の戦闘でラジオ局のビルが切り裂かれ、ライブは中断される。事件後はライブの続きを行う事をファンに約束した。作中で歌唱する楽曲は挿入歌の「ふたりの空」。
平井 聖子
声 - 松本夕紀
「週刊巨影」を出版しているエビネ出版の編集長。大塚とは同期の関係にあり、彼の過去も知っている他、柏木ともそれなりに面識がある。足に怪我を負った事で、大塚の依頼を請けた主人公達が救助に来るのを待っていたが、付近でウルトラマンベリアルとウルトラ兄弟の戦い（後にウルトラマンゼロも参戦）が始まった為、決死の覚悟で撮影を行っていた。しかしその後、煙草の不始末で火災を起こしてしまう。脱出後は主人公に背負われては部下の向島の元へ向かい、彼と合流して主人公達と別れた。
煙草の不始末で編集部に火災を起こし、その後主人公に背負われて行動する編集長という特徴は『絶体絶命都市』の西山秀朗と同様である。

### その他、事件に関わった人々
岩渕 唯
声 - 竹内仁美
「さくら区」のコンビニでアルバイトしている眼鏡の女性店員。鈴村彩の深夜ラジオ番組をチケットを、次のシフトに入っているバイト仲間の森本から受け取るはずだったが、彼が現れないため、カウンターの裏に入り込んで来た主人公に「もし森本に会ったら代わりにチケットを受け取って欲しい」と依頼する。その後は主人公とラジオ局で再会し、互いの無事を喜ぶ。森本の行方も聞こうとしたが、聞けず終いだった。その後、エヴァンゲリオン初号機と第5の使徒の戦闘に巻き込まれる。
栗林 奈緒子
声 - 大津愛理
青木葉町交番に勤務する巡査。巨影の出現に際し、諦めないように呼びかけながら懸命に住民の避難誘導を行う。しかしあまりの異常事態に為す術も無く、生き延びこそしたものの終盤に再会した時には、目の前で大勢の命が失われた事で憔悴しきっており、抜け殻のようになっていた。主人公が救世主を演じて信じさせるという形でのみ、再び希望を持たせる事ができる。普段から上司の柳井のコスプレ趣味に悩んでいた様だが、彼女自身も彼の家庭菜園に付き合ったり、変なコメントで取材に応じるなどどこかズレた所がある。
柳井 明
声 - 佐々木拓真
青木葉町交番に勤務する巡査部長。密かに栗林の制服を着込むほどのコスプレ好きで、勝手に交番から制服を持ち出した主人公を咎めるどころか感心する。また、交番の裏で栗林と共に勝手に家庭菜園を作っており、発覚後は栗林諸共減給処分となったとの事。終盤でも生存しており、心が折れた栗林を気遣いながら職務を続けていた。主人公とコスプレ仲間になっていた場合は気さくに話し掛けてくる。
小林 孝子
声 - 尾畑美依奈
さくら区で花屋の露店を20年も営んでいる女性。夫が事業に失敗して多額の借金を残して失踪した為、息子を養うために花屋を続けていたが、異変の際に押し寄せる避難民に店を破壊されてしまう。主人公の励ましを受けて立ち直り、店を修理して営業を続けていたものの、終盤に再び避難民に店を壊されてしまう。事件後は再度花屋を続けている事がニュースで明らかになる。
池内 和昭
声 - 兼政郁人
さくら区にある海棠ビルに勤務する男性。課長。普段は威張り散らしているらしいが、ザラブ星人にビルが破壊された際に怖気づいて部下の木下に助けを求めていた。その際に、主人公が紫の怪光でザラブ星人を鎮める様子を目の当たりにする。終盤には木下と共に主人公を救世主と思い込んで崇めるようになっており、戻ってきた主人公に救いを求める。
木下 千佳
声 - 尾崎真実
池内の部下である女性社員。異変の最中、怖気づいて助けを求めて来た池内を罵る。ザラブ星人を鎮めた主人公を救世主だと思い込み、終盤には池内と共に救いを求めて主人公の前に現れる。
森本
岩渕のアルバイト仲間。岩渕に鈴村彩の深夜ラジオ番組のチケットを渡す約束をしていたが、アルバイトの時間になってもコンビニに現れなかった。実は草体の「異変」によって地下鉄が停止したことで立ち往生しており、自身が辿り着くのは無理だと判断し、依頼を受けた主人公に2人分のチケットを託すが、直後にソルジャーレギオンの襲撃を受けて安否不明となる。
ヒロコ
地下鉄四つ葉線あざみ一丁目併設の地下街でハンバーガーを探していた少女。亡くなった父の好物だったGZハンバーガーを買えば、父が帰ってくると信じており、異変の最中にも母の元を離れてハンバーガーを探し続けている。しかし本人曰く母は既に亡くなっているとの事で、やがて母も自身も姿を消す（彼女の居た所にGZハンバーガーが残されている）。ニュースでも「ハンバーガーを食べに来た所を怪物に襲われて命を落とした」「母が取材に応じた」などと情報が錯綜しており、結局真実は謎のままである。
毒島
クンシラン建設の代表取締役。湾岸土地開発を経て会社の経営に意気揚々としていたが、同計画に反発していたNKXの襲撃を受けてしまい、不正の証拠である開発報告書が紛失した上に加担していた社員が自分を見捨てて我先に逃亡したことで過ちを悔いながら火災現場に取り残されてしまう。主人公の行動次第で救う事も可能で、その場合は改心してもう不正はしない事を誓う。
二村 清春
環境保護団体「NKX（エヌケーエックス）」の代表。行動は過激ながらも態度は冷静で、現場に出くわした主人公らを無関係の人間として見逃している。クンシラン建設の湾岸土地開発計画の不正を暴く為にイベリスタワービルの爆破テロを実行し、現地では実行犯のグラウベアを直接指揮していたが、皮肉にも自身らが起こしたビルの倒壊に巻き込まれてしまう。
買い取り専門の男
随所に現れるオレンジのつなぎ姿の謎の人物。ある買い取り業者の従業員達で、ちょっとしたアイテムから、万単位、億単位の品ですら買い取ってくれる。また、破損した衣装の修理を依頼する事もできる。企業での研修でそう叩き込まれている為、どんな状況でも淡々とした態度で買い取りに応じる。何人も同じ人間がいるようにも見えるが、これも研修の成果らしい。

### 『絶体絶命都市』シリーズからのゲスト
本作には『絶体絶命都市』シリーズの登場人物がゲストキャラとして登場している。基本的に声は付いていないが、篠原のみ近付くと声が聞こえる。
須藤 真幸
『絶体絶命都市』の主人公。原作では記者。
本作でも記者であり、とある場所でまたしても似たようなシチュエーションで災害に巻き込まれたことを愚痴っている。イベリスタワーブリッジの崩落に巻き込まれるも、ニュースの記事によると泳いで陸地まで到達したらしい。また、そのステージの記事の幾つかは彼が書いたものである。
陣内 晃二
『絶体絶命都市』の登場人物。原作ではフリーのジャーナリスト。
本作でもフリージャーナリストであり、カメラで巨影を撮影している。2箇所で登場。
比嘉 夏海
『絶体絶命都市』の登場人物。原作では首都島に住む高校生。
本作では「さくら区県立高校」の教師で、やはり足を挟まれて動けなくなっている（容姿は『絶体絶命都市2』の教育実習生だった頃に近い）。主人公に助けられた場合はニュースで生存が知らされる為、他のNPCと違ってソルジャーレギオンの攻撃を受けない。
竹辺 幸
『絶体絶命都市』の登場人物。原作では宝石泥棒。
本作でも、巨影の被害に遭った宝石店で火事場泥棒を働いている。2箇所で登場。
複数のコレクション獲得に必要なわらしべイベントのスタート地点。
篠原 一弥
『絶体絶命都市2』の主人公の一人。原作ではウェイターのアルバイトをしている大学生。
本作でもイベリスタワービルの展望台でウェイターとして働いているが、自身のミスで床に散乱させた荷物の片付けに追われている。この際に先輩から叱られており、原作でのカメラがズームインして落ち込む演出が再現される。
佐伯 優子
『絶体絶命都市2』の主人公の一人。原作では兄殺しの容疑がかけられた女子大生。
本作でも兄殺害の容疑者として登場し、護送中の災害に乗じて逃亡中に主人公と遭遇する。原作通り手錠を付けられている。真相は明かされないため、原作のように冤罪かは明言されない。2箇所で登場。
青山 透
『絶体絶命都市2』の登場人物。原作では田辺知事の秘書で、佐伯優子の同行者。
本作でも佐伯に同行しているらしく、突然崩れてきたビルに彼女の隣で慌てふためいている。本作では彼が真犯人なのかは明言されない。
柘植 明
『絶体絶命都市2』の主人公の一人。原作ではタクシー運転手。
本作でもタクシー運転手として働いており、コンビニで立ち読みしていたが、巨影によって愛車のタクシーを破壊される。
速水 裕司
『絶体絶命都市2』の主人公の一人。原作では記憶喪失の青年。
本作では名前のみの登場で、ステージクリア後に閲覧できるKYOEI NEWSで宇宙線研究所の研究員としてインタビューに答えており、研究所内に自販機や水道、暖房などの設備がない事に対して「あたたまりポイントが無いのは死活問題だ」と強く語る。
秋本 茂
『絶体絶命都市2』の登場人物。原作では佐伯を逮捕した韮沢署の刑事。
本作でも刑事で、兄殺害の容疑のかかった佐伯の行方を追っている。主人公が警官の服を着ていると巡査だと勘違いして情報を求めてくる。
辺見 泰造
『絶体絶命都市2』の登場人物。原作では富坂商業高校の化学教師。
本作では、あるステージの女子トイレの中から、『2』の主人公の一人である「西崎佳奈」の名前を呟きながら登場する。
本条 咲
『絶体絶命都市3』の登場人物。原作ではミュージシャンになる夢を捨てきれない看護師。
本作では、ラジオの公開生放送にゲスト出演するミュージシャンとして登場。出番を待っていたが、巨影の襲撃で台無しになる。

## 巨影
突如として、宮都市に出現した謎の存在。巨人や巨大怪獣、人型兵器など様々な種類が存在している。
その正体はユキ曰く「影」と呼ばれる地球外生命体。宇宙を旅する思念体（ユキ）と遭遇したことで、思念体の持つ知識を悪用しようと目論み、攻撃を加えて地球へと追い込んだ。思念体が地球を去った後、巨影達も後を追うように姿を消した。
ただし『機動警察パトレイバー』に関しては、「環境保護団体NKXがレイバーを所持している」「リザルト画面の記事で「特車二課」の名称が出る」「選択肢次第で主人公に工事用レイバーの操縦経験がある」など、最初からこの世界に存在している（つまり、正確には巨影ではない）模様。また、エヴァンゲリオンと三式機龍も関連設備の存在が以前から認知されていたり、記事で言及があることから地球で開発されたものであることがうかがえる。
また、二度ユキを捕らえるチャンスであったにも拘らず特に何もせずに逃がす、襲わないなど、どこまでが影によるものであるかは判然としない。
| 巨影                   | 登場作品                                | 対応する著作権                              |
| ---------------------- | --------------------------------------- | ------------------------------------------- |
| ウルトラマン           | ウルトラマン                            | 円谷プロ                                    |
| にせウルトラマン       | ウルトラマン                            | 円谷プロ                                    |
| ザラブ星人             | ウルトラマン                            | 円谷プロ                                    |
| ダダ                   | ウルトラマン                            | 円谷プロ                                    |
| ウルトラセブン         | ウルトラセブン                          | 円谷プロ                                    |
| パンドン               | ウルトラセブン                          | 円谷プロ                                    |
| ウルトラマンタロウ     | ウルトラマンタロウ                      | 円谷プロ                                    |
| ウルトラマンティガ     | ウルトラマンティガ                      | 円谷プロ                                    |
| キリエロイドII         | ウルトラマンティガ                      | 円谷プロ                                    |
| ウルトラマンゼロ       | 大怪獣バトル ウルトラ銀河伝説 THE MOVIE | 円谷プロ                                    |
| ウルトラマンベリアル   | 大怪獣バトル ウルトラ銀河伝説 THE MOVIE | 円谷プロ                                    |
| ゴジラ                 | ゴジラvsキングギドラ                    | 東宝                                        |
| キングギドラ           | ゴジラvsキングギドラ                    | 東宝                                        |
| モスラ                 | ゴジラVSモスラ                          | 東宝                                        |
| バトラ                 | ゴジラVSモスラ                          | 東宝                                        |
| 3式機龍                | ゴジラ×メカゴジラ                       | 東宝                                        |
| エヴァンゲリオン初号機 | ヱヴァンゲリヲン新劇場版                | カラー                                      |
| エヴァンゲリオン零号機 | ヱヴァンゲリヲン新劇場版                | カラー                                      |
| エヴァンゲリオン2号機  | ヱヴァンゲリヲン新劇場版                | カラー                                      |
| 第4の使徒              | ヱヴァンゲリヲン新劇場版                | カラー                                      |
| 第5の使徒              | ヱヴァンゲリヲン新劇場版                | カラー                                      |
| 第8の使徒              | ヱヴァンゲリヲン新劇場版                | カラー                                      |
| ガメラ                 | ガメラ 大怪獣空中決戦                   | 1995 KADOKAWA 日本テレビ 博報堂             |
| ギャオス               | ガメラ 大怪獣空中決戦                   | 1995 KADOKAWA 日本テレビ 博報堂             |
| レギオン草体           | ガメラ2 レギオン襲来                    | 1996 KADOKAWA 日本テレビ 博報堂 富士通 日販 |
| ソルジャーレギオン     | ガメラ2 レギオン襲来                    | 1996 KADOKAWA 日本テレビ 博報堂 富士通 日販 |
| イングラム1号機        | 機動警察パトレイバー                    | ヘッドギア バンダイビジュアル 東北新社      |
| イングラム2号機        | 機動警察パトレイバー                    | ヘッドギア バンダイビジュアル 東北新社      |
| グラウベア             | 機動警察パトレイバー                    | ヘッドギア バンダイビジュアル 東北新社      |
| パイロバスター         | 機動警察パトレイバー                    | ヘッドギア バンダイビジュアル 東北新社      |
| グリフォン             | 機動警察パトレイバー                    | ヘッドギア バンダイビジュアル 東北新社      |
| エイブラハム           | 機動警察パトレイバー                    | ヘッドギア バンダイビジュアル 東北新社      |

## 地理
本作は「宮都県」と呼ばれる架空の県を舞台としている。各地に出現する巨影の脅威によって、大規模な災害に見舞われる。地名をはじめ、施設名、社名などは同開発陣による絶体絶命都市シリーズ同様に花や植物に由来する名前が多い。
宮都市
宮都県の県庁所在地である政令指定都市。
全13区で構成されており、総人口は213万人。繁華街である「さくら区」を中心とした平野部では商業が、太平洋に面した「宮都湾岸地域」では重工業が盛んである。
交通面においては、広い道路が発達しており、市内には宮都電鉄とメトロレール（地下鉄）が運営されている。
ご当地グルメとして「宮都お好み焼き」が有名。
各区域は「さくら」「あざみ」「なのはな」など花の名前から取られており、いずれも平仮名表記となっている。
ミモザMZビル
さくら区に存在するビル。序盤で柴田と武藤が防衛関係の官僚と取引していた場所で、終盤ではウルトラセブンとパンドンの戦闘で崩壊する。
スカイガーデンブリッジ
宮都市の沿岸部に掛かる大橋。橋の中腹にはイタリア料理店「レストランテ・ミヤト　ベイエリア店」、アジア料理店「ウダン・ラザット」がある。空中を飛行するモスラとバトラによる被害を受ける。
イベリスタワービル
クンシラン建設によって建てられた高層ビル。デートスポットとして有名な展望室にはカフェもある。クンシラン建設の事務所も併設されており、同社の湾岸土地開発に猛抗議していた環境保護団体NKXのレイバーの襲撃に遭い、大規模な火災が発生した。
紅花記念病院
美穂の父・伸治が入院している病院。付近でエヴァンゲリオン初号機と第4の使徒の戦闘が繰り広げられるも、病院自体には被害は無かった。
ミヤトスカイタワー
宮都市の繁華街に立つ電波塔。宮都市のシンボル的な建物として人気がある。ギャオスの襲撃を受け、その巣となっている。
国立宇宙線研究所
宇宙から飛来する高エネルギー放射線（宇宙線）を研究する施設。国際的に大きな権威力を持つ。度々確認されている紫色の閃光の調査を行っている。内部では、ミクロ化機を所持したダダが徘徊しており、ほとんどの研究員達を人間標本に変えている。
宮都市フォーチューンセンタービル
W&Pコンサルティングの本社がある高層ビル。ゴジラと対決した3式機龍の暴走によって崩壊した。
花韮町
宮都市内の町。エビネ出版のビルがある。主人公の到着から間も無く、ウルトラマンベリアルとウルトラ兄弟が戦いを始める。
三津奈市
宮都市の隣の市。宮都市のような異変は起きていなかったが、主人公達が訪れたことで巨影の出現・被害を受けてしまう。

## 用語
紫色の閃光
宮都県の上空で確認されている謎の閃光。異変が起きる数日前から度々目撃されていた。巨影が出現する直前、空を見上げていた主人公もこの閃光を目にしているが、それ以降手が紫色に発光したり、巨影を僅かに怯ませる等、得体の知れない謎の力が身に付く。
二葉ほのか
作中にて人気急上昇中のアイドル。ブロマイドが手に入るだけで本人は登場しない。
『マンガ・カ・ケール』の第一話ジェネレーターのキャラであり、登場人物がリアルにモデリングされた本作においてプロマイドの彼女だけはアニメ調である（このモデルはUnity Asset Storeにてグランゼーラから販売されている）。
調査船「しばざくら」
海洋生物の調査船である巨大船海底に出現した巨大な反応を調査している。調査を終え港に向かう途中で漂流していた主人公達を救助するが、最後は海底から出現したゴジラに襲われ沈没してしまう。
ラジオスカイガーデン
宮都市のAMラジオ放送局。以前は「宮都ラジオ放送」という社名であったが、開局40周年を機に変更した。「鈴村彩のミッドナイトスカイガーデン」という看板番組が人気を博している。
W&Pコンサルティング株式会社
宮都市フォーチューンセンタービルに本社を置いている、様々な兵器情報を扱う企業。社名にあるW&Pは、「Weapon & Peace」の頭文字から取ったもので、兵器と平和の問題を解決することを表している。
表向きは全うな会社を装っているが、裏では世界各国の様々な勢力と取引し、世界中の兵器の流通を握っているとも言われている。更に武器情報だけでなく、賄賂の仲介や邪魔者の排除・暗殺なども請け負っている。
紫の悪夢
今回の一連の事件の通称。事件収束後から数ヶ月間、世界中の研究機関が巨影出現とその原因の調査を行ったが、結局何も判明せず、ただ紫色の閃光が発生しなくなったことと、事件前から観測されていた宇宙線が確認できなくなったことが発表されただけだった。

## 主題歌
テーマソング「Shadow」
作詞・作曲・編曲 - Heart's Cry
歌 - 飯田舞
従来の飯田自身が作詞・作曲を手掛けてきた楽曲とは雰囲気が大きく異なり、飯田も「どう歌えばいいのかたくさん悩みました」「レコーディングもいつもとは違っていて緊張の連続（笑）」と語っている。
挿入歌「ふたりの空」
作詞・作曲・歌 - 飯田舞
編曲：南部栄作、東大黒
エンディングテーマ「またね。」
作詞・作曲・歌 - 飯田舞
編曲：東大黒